# The Godfather of Black Music
The Godfather of Black Music ist ein US-amerikanischer Dokumentarfilm von Reginald Hudlin aus dem Jahr 2019.

## Inhalt
Clarence Avant ist in der breiten Öffentlichkeit wenig bekannt, aber in der Musikindustrie sehr berühmt. Er beginnt als Manager des Pianisten und Komponisten Lalo Schifrin, gründet später Plattenfirmen, fungiert als Konzertveranstalter, Produzent von Sonderveranstaltungen, Spendensammler für demokratische Politiker und ist Mentor für mehrere afroamerikanische Führungskräfte. Der Dokumentarfilm porträtiert das Leben und Wirken des US-amerikanischen Musikmanagers, Geschäftsmannes und Filmproduzenten und wird von Menschen erzählt, mit denen er zusammengearbeitet hat.

### Besetzung
Avants Familie sowie zahlreiche Funktionäre und Wegbegleiter sind Bestandteil der detaillierten Besetzungsliste, die deutlich macht, wie groß sein Netzwerk war.
- Clarence Avant
- Hank Aaron
- Gwen Adolph (Clarence Avants Biograf)
- Dina Andrews
- Alex Avant (Clarence Avants Sohn, Gründer von All Star Entertainment)
- Jacqueline Avant (Clarence Avants Ehefrau)
- Nicole Avant (Clarence Avants Tochter)
- Irving Azoff (Ehemaliger Geschäftsführer von MCA Records)
- Danny Bakewell (Menschenrechtsaktivist)
- Candace Bond-McKeever (Ehemaliger Geschäftsführer von Motown)
- Jim Brown (Legendärer American-Football-Spieler)
- Cherrelle
- Bill Clinton (42. Präsident der Vereinigten Staaten)
- Oscar Cohen (Ehemaliger Präsident von Associated Booking Corporation (ABC))
- Sean ‘Diddy’ Combs
- Shakim Compere (Filmproduzent, Mitbegründer von Flavor Unit Entertainment)
- Tony Cornelius (Don Cornelius’ Sohn)
- Clive Davis (Gründer von Arista Records)
- Suzanne de Passe (Mitbegründerin von Gordy Records und De Passe Productions)
- Jeff Dixon (Ludacris’ Co-Manager)
- Kenneth ‘Babyface’ Edmonds (Mitbegründer von LaFace Records)
- Harold Ford junior (Ehemaliger US-Kongressabgeordneter)
- Jamie Foxx (Oscar-prämierter Schauspieler)
- Jesus Garber (Ehemaliger Promotionsleiter von A&M Records)
- David Geffen (Geschäftsmagnat, Musik- und Filmproduzent sowie Filmstudioleiter und Philanthrop)
- Nelson George (Musik- und Kulturhistoriker)
- Ron Gillyard (Plattenmanager, Grammy-prämierter Musikproduzent)
- Berry Gordy (Gründer von Motown)
- Lucian Grainge (CEO der Universal Music Group)
- Andre Harrell (Gründer von Uptown Records)
- Kamala Harris (US-Senatorin aus Kalifornien)
- Julius Hollis (Gründer der Alliance for Digital Equality)
- Zach Horowitz (Ehemaliger CEO der Universal Music Publishing Group)
- Cathy Hughes (Gründerin von Radio One (heute Urban One) und TV One)
- Jesse Jackson
- Jimmy Jam
- Quincy Jones (Komponist, Emmy-, Grammy-, Oscar- und Tony-Gewinner)
- Stan Lathan (Regisseur von Save the Children)
- Terry Lewis
- David Lombard (Talent-Manager)
- Ludacris
- Tracy Maitland (Gründer von Advent Capital Management, LLC)
- Brian Mathis (Mitglied im Finanzministerium der Vereinigten Staaten unter Barack Obama)
- Steve McKeever (Ehemaliger Geschäftsführer von Motown)
- Benny Medina (Ehemaliger A&R-Leiter von Motown)
- Elvis Mitchell (Film- und Kulturwissenschaftler)
- Jerry Moss (Mitbegründer von A&M Records)
- Barack Obama (44. Präsident der Vereinigten Staaten)
- Jonathan Platt (CEO von Sony/ATV Music Publishing)
- L.A. Reid (Mitbegründer von LaFace Records)
- Lionel Richie
- Dolores Robinson (Talent-Managerin)
- Ted Sarandos (Clarence Avants Schwiegersohn, CCO bei Netflix)
- Lalo Schifrin (Pianist, Komponist, Arrangeur und Dirigent)
- Al Sharpton
- Sid Sheinberg (Präsident und COO von MCA Inc. und Universal Studios)
- Joe Smith (Ehemaliger Präsident von Warner Bros. Records)
- Snoop Dogg
- Abe Somer (Clarence Avants ehemaliger Anwalt)
- Ron Sweeney (Clarence Avants Unterhaltungsanwalt)
- Jimmy Thomas (Clarence Avants Assistent)
- Mike Traylor (Clarence Avants ehemaliger Anwalt)
- Cicely Tyson (Tony, Oscar- und dreifach Emmy-prämierte Schauspielerin)
- Bill Withers (Dreifach Grammy-prämierter Sänger/Songwriter)
- Tomica Wright (Clarence Avants ehemalige Assistentin der Geschäftsleitung, CEO von Ruthless Records (als Tomica Woods-Wright))
- Andrew Young
- Chaka Zulu (Ludacris’ Co-Manager)

### Archivmaterial
Von folgenden Personen wird Archivmaterial im Film verwendet.
- Cannonball Adderley
- Muhammad Ali
- Louis Armstrong
- J. Paul Austin (Ehemaliger Vorsitzender von Coca-Cola)
- Toni Braxton
- Jerry Brown
- George H. W. Bush
- Al Capone
- Jimmy Carter
- Dick Clark
- Dennis Coffey
- Sammy Davis Jr.
- Roberta Flack
- David Frost
- Gallery
- Marvin Gaye
- Dizzy Gillespie
- Gladys Knight & The Pips
- Joe Glaser (Gründer der Associated Booking Company)
- Isaac Hayes
- Al Haymon (Musik- und Box-Promoter)
- The Jackson Five
- Janet Jackson
- Michael Jackson
- Little Willie John
- Lyndon B. Johnson
- Ted Kennedy
- Martin Luther King
- Sid Korshak (Anwalt von Joe Glaser und Al Capone)
- Alain Levy (Vorsitzender von Polygram)
- Thurgood Marshall
- Curtis Mayfield
- Mamie Till Mobley
- Art Modell (Besitzer der Cleveland Browns 1961 bis 1995)
- Richard Nixon
- The Notorious B.I.G.
- Alexander O’Neal
- OutKast
- Adam Clayton Powell Jr.
- Rare Earth
- Rodriguez
- Babe Ruth
- The S. O. S. Band
- Angie Seegers (Marketing und Werbung)
- Jimmy Smith
- Steven Spielberg
- Creed Taylor (Musikproduzent)
- The Temptations
- Emmett Till
- TLC
- Dinah Washington
- Lew Wasserman (Vorsitzender/CEO von MCA)
- David L. Wolper (Regisseur und Produzent)
- Walter Yetnikoff
- Don Cornelius

## Veröffentlichung
Der Film wurde am 7. Juni 2019 auf Netflix veröffentlicht.

## Rezension
Beim Rezensionsportal Rotten Tomatoes hat der Film eine Zustimmungsrate von 100 %, basierend auf sieben Rezensionen, mit einer durchschnittlichen Bewertung von 7,8/10.